# Eugénie Henderson
Eugénie Jane Andrina Henderson, FBA (2 de octubre de 1914 – 27 de julio de 1989) fue una lingüista e investigadora británica, especializada en fonética. De 1964 a 1982 fue profesora  de Fonética en la Universidad de Londres. Presidió la Asociación de Lingüística de Gran Bretaña de 1977 a 1980, y la Sociedad Filológica de 1984 a 1988.

## Formación
Henderson nació el 2 de octubre de 1914 en Rose Villa, Archbold Terrace, en Newcastle, Inglaterra. Su padre era William Alexander Cruickshank Henderson, un ingeniero civil, y su madre Pansy Viola (su apellido de soltera era Schürer). Creció en Londres. Estudió Filología Inglesa en University College de Londres, graduándose en el bachiller universitario de letras (BA) con matrícula de honor. Daniel Jones, uno de sus profesores, «le animó a estudiar la fonética de las lenguas del sureste asiático».

## Carrera académica
En 1936, Henderson empezó a trabajar como asesora de pronunciación de nombres de lenguas extranjeras en la BBC. En 1937, fue nombrada profesora en el Departamento de Fonética de University College de Londres. Con el estallido de la Segunda Guerra Mundial, se unió al servicio civil:  trabajó en el Ministerio de Economía de Guerra como ayudante principal temporal entre 1939 y 1941. Cuando Japón entró en la guerra hacia el final de 1941, el gobierno británico se dio cuenta de que  había una necesidad urgente de formación en lengua. Por ello, Henderson regresó a la academia y fue nombrada profesora de fonética en la Escuela de Estudios Orientales y Africanos de la Universidad de Londres en 1942. El Departamento de Fonética y Lingüística al que fue asignada pasó el resto de la guerra enseñando japonés y otras lenguas del Lejano Oriente a personal militar.
En 1946, el Departamento del Sureste Asiático y las Islas fue restablecido y expandido. Los profesores adjuntos a este departamento eran también miembros del Departamento de Fonética y Lingüística, donde Henderson los supervisaba. Fue ascendida a profesora sénior de Fonética en 1946. Fue nombrada Lectora de Fonética en 1953. En 1954, fue profesora visitante en la Universidad de Rangún, y emprendió trabajo de campo sobre la lengua karénica bwe y las lenguas kuki-chin. De 1960 a 1966, fue la jefa suplente del Departamento del Sureste Asiático y las Islas. Se hizo catedrática de Fonética en 1964 y obtuvo su cátedra fija dos años más tarde. Dirigió el Departamento de Fonética y Lingüística entre 1966 y 1970. Se retiró en 1982 y fue nombrada profesora emérita por la Universidad de Londres.
Aparte de sus cargos universitarios, Henderson tuvo numerosos trabajos. Fue tesorera de la Sociedad Filológica desde 1965 o 1966 hasta 1974. Más tarde la presidió, encabezando la organización entre 1984 y 1988. También fue presidenta de la Asociación de Lingüística de Gran Bretaña de 1977 a 1980.

## Vida personal
El 8 de enero de 1941, Henderson se casó con George Meier; siguió utilizando su apellido de soltera en el ámbito profesional. Tuvieron cinco hijos: una niña y cuatro niños.
El 27 de julio de 1989, Henderson murió en su casa de Camden, Londres.

## Honores
Henderson fue nombrada socia de honor de la Escuela de Estudios Orientales y Africanos en 1985. En 1986, fue nombrada socia de la Academia Británica (FBA), la academia nacional del Reino Unido para las humanidades y las ciencias sociales.
En 1989, se publicó un Festschrift en su honor. Se titula Lingüística del Suroeste Asiático: Ensayos en Honor de Eugenie J. A. Henderson, y fue editado por Jeremy H. C. S. Davidson.

## Obras selectas
- Henderson, Eugénie J. A. (1949). Prosodies in Siamese: A Study in Synthesis. Oxford: Taylor.
- Henderson, Eugénie J. A. (1965). Tiddim Chin: a descriptive analysis of two texts. Oxford: Oxford University Press.
- Henderson, Eugénie J. A. (1965). The domain of phonetics: an inaugural lecture delivered on 5 May 1965. London: School of Oriental and African Studies, University of London.
- Henderson, Eugénie J. A., ed. (1971). The indispensable foundation: a selection from the writings of Henry Sweet. Oxford: Oxford University Press. ISBN 978-0194370394.
- Los papeles y correspondencia de Eugenie Henderson está aguantado por SOAS Archivos.